# GEMDOS
GEMDOS (Graphical Environment Manager Disk Operating System) ist das Dateisystem und die Disk Operating System (DOS)-Ebene des Betriebssystems TOS (The Operating System), das von Atari-ST-Computern verwendet wird. Es basiert auf dem FAT-Dateisystem und ist kompatibel zu FAT12 und FAT16.

## Geschichte
GEMDOS wurde in den 1980er Jahren entwickelt, um die Festplattenoperationen für das Betriebssystem TOS zu verwalten, das auf Atari-ST-Computern lief. Es war Teil des GEM (Graphical Environment Manager) Systems, das von Digital Research, Inc. (DRI) entwickelt wurde. DRI war auch für die Entwicklung früherer Betriebssysteme wie CP/M bekannt.

## Funktionalität und Eigenschaften
- Dateiverwaltung: GEMDOS ermöglicht die Verwaltung von Dateien und Verzeichnissen auf Laufwerken ähnlich wie in MS-DOS. Es unterstützt das Anlegen, Kopieren, Verschieben und Löschen von Dateien und Verzeichnissen.
- FAT-Kompatibilität: Da es auf FAT12 und FAT16 basiert, können Atari-ST-Computer mit Disketten und Festplatten arbeiten, die für MS-DOS und kompatibles DOS formatiert sind und umgekehrt.
- 8.3-Konvention: GEMDOS unterstützt die 8.3-Namenskonvention, d. h. Dateinamen dürfen maximal acht Zeichen lang sein, gefolgt von einem Punkt und einer Erweiterung von maximal drei Zeichen.
- Speicherverwaltung: GEMDOS übernimmt die Speicherverwaltung für Programme und Dateien, einschließlich der Zuweisung und Freigabe von Speicherbereichen.

## Technische Details
GEMDOS arbeitet als Schicht zwischen den Anwendungen und der Hardware des Atari ST. Es stellt die DOS-Funktionsaufrufe zur Verfügung und verwaltet die Dateisystemstrukturen auf dem Datenträger.
Die wesentlichen Komponenten sind:
- BIOS (Basic Input/Output System): Stellt Hardware-Zugriffsdienste auf niedriger Ebene bereit, die nicht einzigartig auf der Atari-ST-Hardware sind.
- XBIOS (eXtended Basic Input/Output System): Bietet erweiterte BIOS-Funktionen zur Steuerung spezieller Geräte wie Sound- und Grafikhardware des Atari ST.
- GEMDOS: Ermöglicht Dateiverwaltungs- und Verzeichnisoperationen; wird teils auch als BDOS bezeichnet.

## Versionsgeschichte
Die erste Version von GEMDOS wurde für den Atari ST veröffentlicht. Im Laufe der Jahre wurden verschiedene Versionen und Updates veröffentlicht, um die Funktionalität zu erweitern und Fehler zu beseitigen.
Einige nennenswerte Versionen sind
- TOS 1.0: Die erste Version, die mit dem Atari 520ST veröffentlicht wurde.
- TOS 1.2 (Rainbow TOS): Verbessert die Bedienung und behebt viele Fehler der ersten Version.
- TOS 1.4: Enthielt wesentliche Verbesserungen und wurde für Atari 1040ST und Mega ST eingeführt.
- TOS 2.0x: Einführung des neuen Desktops und Unterstützung für erweiterte Speicherverwaltung.

## Bedeutung und Einfluss
GEMDOS ist ein wesentliches Element, das zum Erfolg der Atari-ST-Plattform beigetragen hat. Es ermöglichte den Anwendern den nahtlosen Wechsel zwischen Atari ST und MS-DOS-basierten Systemen, was zu dieser Zeit eine wichtige Funktion darstellte. Die Kombination aus einfacher Benutzeroberfläche und Kompatibilität machte die Atari-ST-Serie zu einer beliebten Wahl für Heimanwender und professionelle Märkte.

## Verwandte Technologien
- MS-DOS: Ein weit verbreitetes Betriebssystem von Microsoft, das ähnliche FAT-Dateisysteme verwendete.
- CP/M: Ein früheres Betriebssystem, das von Digital Research entwickelt wurde und einige Konzepte an GEMDOS weitergab.
- DR DOS: Ein weiteres DOS-kompatibles System von Digital Research, das später entwickelt wurde.